# Cylicovelia
Cylicovelia is een geslacht van wantsen uit de familie beeklopers (Veliidae). Het geslacht werd voor het eerst wetenschappelijk beschreven door J. Polhemus & Copeland in 1996.

## Soorten
Het genus bevat de volgende soort:

- Cylicovelia kenyana J. Polhemus & Copeland, 1996